# طواف ليموزين 2022
طواف ليموزين 2022 (بالفرنسية: Tour du Limousin-Périgord-Nouvelle-Aquitaine 2022)‏ هو سباق دراجات هوائية من فئة  2.1، وهو الموسم الخامس والخمسين من طواف ليموزين، وأقيم خلال الفترة من 16 أغسطس 2022، وحتى 19 أغسطس 2022.
فاز بالمركز الأول اليكس ارانبورو، وفاز بالمركز الثاني دييغو يليسي، وفاز بالمركز الثالث جريج فان أفرمت، وفاز في ترتيب النقاط للشباب فيليبو زانا، وفاز في ترتيب الفرق فريق الإمارات، وفاز في تصنيف الجبال فالنتين مادواس.

## الفرق
| فرق عالمية (7)- AG2R Citroën Team - Cofidis - Groupama-FDJ - Intermarché-Wanty-Gobert Matériaux - لوتو سودال - Movistar Team - UAE Team Emirates فرق برو (9)- Arkéa-Samsic - فيتال كونسبت ‏ - Bardiani CSF Faizanè - بنجوال باوليز ساوكس دبليو بي ‏ - كاجا رورال-سيغوروس ‏ - أندروني جوكاتولي-سيدرمك ‏ - إيولو كوميت ‏ - Equipo Kern Pharma ‏ - TotalEnergies فرق قارية (4)- Van Rysel–Roubaix ‏ - Nice Métropole Côte d'Azur ‏ - إتش بي بي تي بي – أوبير 93 ‏ - CIC U Nantes Atlantique ‏ |  |
| |  |

## المراحل
| قائمة المراحل | قائمة المراحل | قائمة المراحل                      | قائمة المراحل | قائمة المراحل | قائمة المراحل    | قائمة المراحل  |
| المرحلة       | التاريخ       | الدورة                             |               | المسافة (كم)  | الفائز بالمرحلة  | القائد العام   |
| ------------- | ------------- | ---------------------------------- | ------------- | ------------- | ---------------- | -------------- |
| المرحلة 1     | 16 أغسطس      | فيرنويل سور فيين – La Souterraine ‏ | مرحلة جبلية   | 176٫4         | جوليان سيمون     | جوليان سيمون   |
| المرحلة 2     | 17 أغسطس      | Champcevinel ‏ – Ribérac ‏           | مرحلة جبلية   | 184٫7         | اليكس ارانبورو   | اليكس ارانبورو |
| المرحلة 3     | 18 أغسطس      | Donzenac ‏ – Malemort ‏              | مرحلة جبلية   | 181٫7         | دييغو يليسي      | اليكس ارانبورو |
| المرحلة 4     | 19 أغسطس      | Saint-Laurent-sur-Gorre ‏ – ليموج   | مرحلة جبلية   | 174٫8         | فينتشنزو ألبانيز | اليكس ارانبورو |

## النتيجة

### مرحلة 1
هي مرحلة جبلية، أقيمت في 16 أغسطس 2022، وامتدّت لمسافة 176.4 كيلومتر. فاز بالمركز الأول، وتصدر الترتيب العام في نهاية المرحلة جوليان سيمون، وتصدر ترتيب الفرق ديركت إينرجي، وتصدر ترتيب النقاط للشباب Sandy Dujardin ‏، وتصدر ترتيب التسلق Joel Nicolau ‏.
| التصنيف العام | التصنيف العام    | التصنيف العام      | التصنيف العام | التصنيف العام |
| العداء        | العداء           | الفريق             | الوقت         |               |
| ------------- | ---------------- | ------------------ | ------------- | ------------- |
| 1             | جوليان سيمون     | TotalEnergies      | 3 س 59 د 32 ث |               |
| 2             | ماتيو ترينتين    | فريق الإمارات      | + 1 ث         |               |
| 3             | اليكس ارانبورو   | موفيستار           | + 6 ث         |               |
| 4             | Sandy Dujardin ‏  | TotalEnergies      | + 6 ث         |               |
| 5             | Clément Carisey ‏ | Van Rysel–Roubaix ‏ | + 7 ث         |               |
|               |                  |                    |               |               |
|               |                  |                    |               |               |

### مرحلة 2
هي مرحلة جبلية، أقيمت في 17 أغسطس 2022، وامتدّت لمسافة 184.7 كيلومتر. فاز بالمركز الأول، وتصدر الترتيب العام في نهاية المرحلة اليكس ارانبورو، وتصدر ترتيب النقاط للشباب ، وتصدر ترتيب الفرق موفيستار، وتصدر ترتيب التسلق Maxime Urruty ‏.
| التصنيف العام | التصنيف العام                         | التصنيف العام            | التصنيف العام | التصنيف العام |
| العداء        | العداء                                | الفريق                   | الوقت         |               |
| ------------- | ------------------------------------- | ------------------------ | ------------- | ------------- |
| 1             | اليكس ارانبورو                        | موفيستار                 | 8 س 28 د 35 ث |               |
| 2             | جوليان سيمون                          | TotalEnergies            | + 4 ث         |               |
| 3             | ماتيو ترينتين                         | فريق الإمارات            | + 5 ث         |               |
| 4             | فرنسا · قميص أبيض لمتصدر ترتيب الشباب | CIC U Nantes Atlantique ‏ | + 5 ث         |               |
| 5             | إدوارد مايكل جروسو                    | أندروني جوكاتولي-سيدرمك ‏ | + 8 ث         |               |
|               |                                       |                          |               |               |
|               |                                       |                          |               |               |

### مرحلة 3
هي مرحلة جبلية، أقيمت في 18 أغسطس 2022، وامتدّت لمسافة 181.7 كيلومتر. فاز بالمركز الأول دييغو يليسي، وتصدر ترتيب النقاط للشباب فيليبو زانا، وتصدر ترتيب الفرق فريق الإمارات، وتصدر الترتيب العام في نهاية المرحلة اليكس ارانبورو، وتصدر ترتيب التسلق فالنتين مادواس.
| التصنيف العام | التصنيف العام  | التصنيف العام                      | التصنيف العام  | التصنيف العام |
| العداء        | العداء         | الفريق                             | الوقت          |               |
| ------------- | -------------- | ---------------------------------- | -------------- | ------------- |
| 1             | اليكس ارانبورو | موفيستار                           | 12 س 50 د 34 ث |               |
| 2             | دييغو يليسي    | فريق الإمارات                      | + 8 ث          |               |
| 3             | جريج فان أفرمت | AG2R Citroën Team                  | + 12 ث         |               |
| 4             | فالنتين مادواس | Groupama-FDJ                       | + 13 ث         |               |
| 5             | لورينزو روتا   | Intermarché-Wanty-Gobert Matériaux | + 16 ث         |               |
|               |                |                                    |                |               |
|               |                |                                    |                |               |

### مرحلة 4
هي مرحلة جبلية، أقيمت في 19 أغسطس 2022، وامتدّت لمسافة 174.8 كيلومتر. فاز بالمركز الأول فينتشنزو ألبانيز، وتصدر ترتيب النقاط للشباب فيليبو زانا، وتصدر ترتيب الفرق فريق الإمارات، وتصدر الترتيب العام في نهاية المرحلة اليكس ارانبورو، وتصدر ترتيب التسلق فالنتين مادواس.

## التصنيف العام النهائي
| التصنيف العام         | التصنيف العام   | التصنيف العام                      | التصنيف العام  | التصنيف العام |
| العداء                | العداء          | الفريق                             | الوقت          |               |
| --------------------- | --------------- | ---------------------------------- | -------------- | ------------- |
| 1                     | اليكس ارانبورو  | موفيستار                           | 16 س 46 د 28 ث |               |
| 2                     | دييغو يليسي     | فريق الإمارات                      | + 10 ث         |               |
| 3                     | جريج فان أفرمت  | AG2R Citroën Team                  | + 18 ث         |               |
| 4                     | فالنتين مادواس  | Groupama-FDJ                       | + 19 ث         |               |
| 5                     | لورينزو روتا    | Intermarché-Wanty-Gobert Matériaux | + 22 ث         |               |
| 6                     | بينوا كوسنيفروي | AG2R Citroën Team                  | + 22 ث         |               |
| 7                     | فيليبو زانا     | Bardiani CSF Faizanè               | + 24 ث         |               |
| 8                     | ويليام مارتن    | Cofidis                            | + 24 ث         |               |
| 9                     | Axel Mariault ‏  | CIC U Nantes Atlantique ‏           | + 24 ث         |               |
| 10                    | روي كوستا       | فريق الإمارات                      | + 1 د 08 ث     |               |
|                       |                 |                                    |                |               |
| مصدر: ProCyclingStats |                 |                                    |                |               |

### تصنيف الجبال
| تصنيف الجبال          | تصنيف الجبال       | تصنيف الجبال                       | تصنيف الجبال | تصنيف الجبال |
| العداء                | العداء             | الفريق                             | النقاط       |              |
| --------------------- | ------------------ | ---------------------------------- | ------------ | ------------ |
| 1                     | فالنتين مادواس     | Groupama-FDJ                       | 20 نقطة      |              |
| 2                     | Maxime Urruty ‏     | Nice Métropole Côte d'Azur ‏        | 12 نقطة      |              |
| 3                     | لورينزو روتا       | Intermarché-Wanty-Gobert Matériaux | 11 نقطة      |              |
| 4                     | ديميتري كلايس      | Intermarché-Wanty-Gobert Matériaux | 11 نقطة      |              |
| 5                     | Stéphane Rossetto ‏ | إتش بي بي تي بي – أوبير 93 ‏        | 10 نقطة      |              |
|                       |                    |                                    |              |              |
| مصدر: ProCyclingStats |                    |                                    |              |              |

## تصنيف الفرق

### الفرق حسب الوقت
| تصنيف الفرق حسب الوقت | تصنيف الفرق حسب الوقت              | تصنيف الفرق حسب الوقت | تصنيف الفرق حسب الوقت |
| الفريق                | الفريق                             | الوقت                 |                       |
| --------------------- | ---------------------------------- | --------------------- | --------------------- |
| 1                     | فريق الإمارات                      | 50 س 22 د 16 ث        |                       |
| 2                     | AG2R Citroën Team                  | + 43 ث                |                       |
| 3                     | CIC U Nantes Atlantique ‏           | + 3 د 06 ث            |                       |
| 4                     | TotalEnergies                      | + 5 د 29 ث            |                       |
| 5                     | بنجوال باوليز ساوكس دبليو بي 2022 ‏ | + 5 د 29 ث            |                       |
|                       |                                    |                       |                       |
| مصدر: ProCyclingStats |                                    |                       |                       |

## تصانيف فرعية

### تصنيف أفضل شاب
| تصنيف أفضل شاب        | تصنيف أفضل شاب    | تصنيف أفضل شاب           | تصنيف أفضل شاب | تصنيف أفضل شاب |
| العداء                | العداء            | الفريق                   | الوقت          |                |
| --------------------- | ----------------- | ------------------------ | -------------- | -------------- |
| 1                     | فيليبو زانا       | Bardiani CSF Faizanè     | 16 س 46 د 52 ث |                |
| 2                     | Axel Mariault ‏    | CIC U Nantes Atlantique ‏ | + 0 ث          |                |
| 3                     | Stan Dewulf ‏      | AG2R Citroën Team        | + 2 د 16 ث     |                |
| 4                     | Maxime Chevalier ‏ | فيتال كونسبت ‏            | + 2 د 23 ث     |                |
| 5                     | Luca Covili ‏      | Bardiani CSF Faizanè     | + 2 د 23 ث     |                |
|                       |                   |                          |                |                |
| مصدر: ProCyclingStats |                   |                          |                |                |

## وصلات خارجية
- الموقع الرسمي
- لمحة عن سباق طواف ليموزين 2022 على موقع  ProCyclingStats   (برو  سايكلنج  ستاتس) - إحصاءات  محترفي  الدراجات.
- طواف ليموزين 2022 على موقع إحصائيات الدراجات الإحترافية (الإنجليزية)